# Karel Kaers
Karel Kaers (né le 3 juin 1914 à Vosselaar et mort le 20 décembre 1972 à Anvers) est un coureur cycliste belge. Professionnel de 1933 à 1948, il a notamment été champion du monde sur route en 1934 à vingt ans. Il devient ainsi le plus jeune champion du monde de cyclisme sur route.

## Biographie
Karel Kaers, le plus jeune champion du monde sur route de l'histoire, a également remporté le Tour des Flandres en 1939, sans le vouloir. Pour lui, la course devait être un entraînement pour Paris-Roubaix. Il conduit sa voiture à Quaremont près de Kluisbergen, la gare, puis roule 40 km pour rejoindre le départ à Gand. Son plan était de prendre le départ de la course avec son partenaire d'entraînement habituel, d'arrêter la course une fois arrivé à sa voiture, puis de rentrer à la maison. Sachant qu'il n'allait pas courir toute la course, Kaers s'échappe du peloton — pour s'entraîner seul — et atteint Quaremont avec l'avance d'une minute. Mais sa voiture n'étant plus là, il poursuit la course et remporte l'épreuve. Son manager avait garé sa voiture plus loin pour forcer Kaers à poursuivre.

## Palmarès sur route
- 1930
  -  Champion de Belgique sur route débutants
- 1934
  -  Champion du monde sur route
- 1935
  - Grand Prix du 1er mai
- 1937
  -  Champion de Belgique sur route
  - Grand Prix du 1er mai
  - Prix national de clôture
  - Circuit de Paris
- 1938
  - 1re étape de Paris-Saint-Étienne
- 1939
  - Tour des Flandres
- 1941
  - Circuit des régions flamandes
- 1942
  - 3e de la Gullegem Koerse

## Palmarès sur piste

### Six jours
- 1938
  - Six Jours de Paris (avec Albert Billiet)
- 1939
  - Six Jours de Londres (avec Omer De Bruycker)
  - Six Jours de Copenhague (avec Omer De Bruycker)
  - 3e des Six Jours d'Anvers
  - 3e des Six Jours de Bruxelles
- 1940
  - Six Jours de Bruxelles (avec Omer De Bruycker)

### Championnats de Belgique
| - 1931 - Champion de Belgique de vitesse juniors - 1932 - Champion de Belgique de vitesse juniors - 1934 - 3e de la vitesse - 1935 - 3e de la vitesse - 1936 - 3e de la vitesse - 1937 - 3e de la vitesse | - 1939 - Champion de Belgique de poursuite - 3e de la vitesse - 1940 - 2e du demi-fond - 1941 - 2e de la vitesse - 1942 - 2e de l'omnium |  |

### Autres courses
- 1942
  - Trois Jours d'Anvers (avec Achiel Bruneel)